# Stödhjul

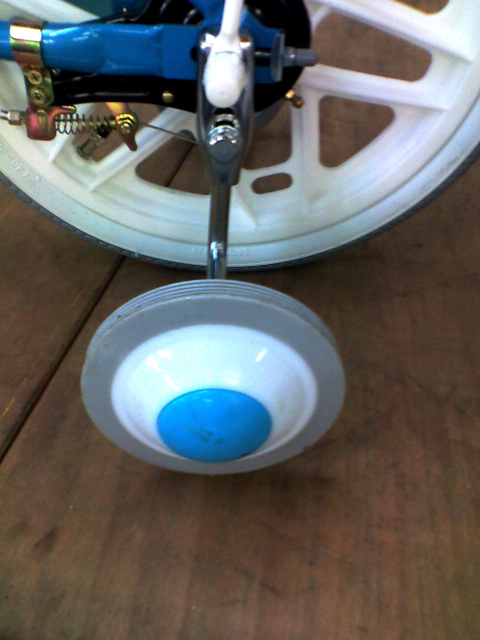
Ett stödhjul.

Stödhjul är ett hjälpmedel i form av hjul som används för att stärka balansen på ett transportmedel. Det är vanligt på en barncykel när man lär sig att cykla. Då monteras ett stödhjul på varje sida av bakhjulet.